# Acer articum
Acer articum é uma espécie de árvore do gênero Acer, pertencente à família Aceraceae.